# Sébastien Escanyé
Pour les articles homonymes, voir Escanyé.
Sébastien Escanyé, né à Mosset (Roussillon) le 24 mars 1759 et mort à Vinça (Pyrénées-Orientales) le 13 avril 1832, est un homme politique français.

## Biographie
Sébastien Escanyé est le fils de Joseph Escanyé et de Catherine Sarda, tous deux nés à Mosset. Son père est charpentier et fermier responsable des forges de Pierre d'Aguilar, dernier seigneur de Mosset avant la Révolution française. Devenu avocat à Vinça après sa graduation en droit en 1789, il participe à la rédaction du cahier de doléances du Roussillon, rejoint la franc-maçonnerie et devient membre de la loge La Sincère amitié à Prades. En 1790, il est élu maire de Vinça, commandant de la Garde nationale puis, le 1er juin, conseiller général du canton de Vinça. Le 31 août 1791, il est élu député à l'Assemblée nationale législative pour l'arrondissement de Prades.
Marié à Thérèse Parès, originaire de Mosset, il a sept enfants dont cinq atteignent l'âge adulte. Il est le père de Ferdinand Escanyé et le grand-père de Frédéric Escanyé.

## Mandats
Député à l'Assemblée nationale législative pour l'arrondissement de Prades
- 3 septembre 1791 - 20 septembre 1792

Maire de Vinça
- 1790-1791
- 1800-1815
- 1830-1831

Conseiller général du canton de Vinça
- 1790-1792
- 1800-1815
- 1831-1832